# Маринела
Кириаки Пападопулу (на гръцки: Κυριακή Παπαδοπούλου), по-известна с псевдонима си Маринела (Μαρινέλλα), е гръцка певица.

## Биография
Родена е в Солун. Първата си песен записва през 1957 година в дует с тогава популярния Стелиос Казантзидис. Песента се казва „Малката Елена“. По-късно Маринела пее солови песни в албуми на Казантзидис а през 1966 година издава и първата си lp. През годините пее всеки един стил в гръцката музика – от ребетика, хоревтика и цифтетелия до мелодични поп песни. Цялото нейно творчество сякаш е било винаги доста напред във времето – това, което е направила тя, само в албума си „И Маринела Ту Симера“ (1978), „Атиниу“ (1977) и още много днес не могат или поне се опитват да дастигнат много изпълнители не само в Гърция, но и в целия свят.
През 1970-те години записва няколко lp заедно с един енциклопедист в музиката – майстора на китарата и бузукито Костас Хатзис. Първата самостоятелна своя lp записва през 1969 година. По-голямата част от песните в тази плоча са по музика на Йоргус Забетас. С топлия си глас и с това, че пее с цялото си сърце Маринела печели почитатели не само в родината си, но и далеч извън пределите на Гърция. Хитове с нейните изпълнения стават редица песни.
Маринела е една от най-големите и най-обичани пеещи и до днес гръцки певици; пееща – в продължение на малко повече от 50 години. Има издадени над 40 албума, като не броим сборните. Работила е и работи с най-големите музикални компании в целия свят. В албума си „И Маринела Трагуда Мегалес Кириес“ ("Η Μαρινέλλα τραγουδά Μεγάλες Κυρίες") тя пее любими песни от репертоара на Грейс Джоунс, Далида, Шърли Беси и Барбра Стреизанд.
Дуетните ѝ песни с Антонис Ремос стават хит, а през 2007 година на световния музикален пазар се появява антология от 8 компактдиска „50 Хроня Маринела Трагуди“. Само месец след излизането на антологията с най-хубавото от последните 50 години Маринела записва нов диск, този път на LIVE заедно с Антонис Ремос. Между самостоятелните си записи през годините Маринела има дуетни песни с най-големите имена в гръцката музика – Воскопулос, Дукиса, Николау, Гликериа, Даларас.